# Gaynell Tinsley
Gaynell Charles „Gus“ Tinsley (* 1. Februar 1913 in Ruple, Louisiana; † 24. Juli 2002 in Baton Rouge, Louisiana) war ein US-amerikanischer American-Football-Spieler und -Trainer.

## Spielerlaufbahn
Tinsley besuchte in Haynesville die High School und studierte danach von 1934 bis 1936 an der Louisiana State University. Dort spielte er während seines Studiums College Football und Basketball. In beiden Sportarten war er Mannschaftskapitän. 1935 und 1936 zog er mit seiner Footballmannschaft jeweils in den Sugar Bowl ein. Beide Spiele gingen verloren. Aufgrund seiner Leistungen wurde er in beiden Jahren zum All-American gewählt. 1937 spielte er im College-All-Star-Spiel und erzielte die einzigen Punkte bei dem Sieg seiner Mannschaft. Er hatte einen Touchdownpass von Sammy Baugh zum 6:0-Endstand gefangen. 1937 wurde Tinsley von den Chicago Cardinals in der zweiten Runde an 12 Stelle gedraftet. In seine Rookiejahr stellte Tinsley mehrere NFL Saisonrekorde auf – so fing er unter anderem Pässe für einen Raumgewinn von 675 Yards. 1938 fing er 41 Pässe in der Saison und übertraf damit die Leistung von Don Hutson um neun Passfänge. Seine beiden Passfänge über 97 und 98 Yards befinden sich noch heute in den Rekordbüchern der NFL. Nach nur drei Spielzeiten bei den Cardinals beendete Tinsley seine Spielerlaufbahn.

## Trainerlaufbahn
Nach Beendigung seiner Spielerlaufbahn leistete Tinsley zunächst seinen Wehrdienst in der U.S. Navy ab. Danach trainierte er kurzzeitig eine High-School-Mannschaft und wurde danach Assistenztrainer an seinem alten College. 1948 übernahm er die Position des Head Coaches, welche er bis 1954 innehatte. 1955 wurde er entlassen. Tinsley hatte nur 50 % der Spiele seiner Mannschaft gewinnen können. Das College zahlte ihm aber zwei Jahre lang sein vertraglich vereinbartes Jahresgehalt weiter. Gus Tinsley wurde auf dem Greenoaks Memorial Park in Baton Rouge beerdigt.

## Ehrungen
Tinsley wurde zweimal zum All-Pro gewählt und spielte in einem Pro Bowl, dem Abschlussspiel der besten Spieler einer Saison. Er ist Mitglied in der College Football Hall of Fame, Louisiana Sports Hall of Fame, in der Hall of Fame seine Colleges und im NFL 1930s All-Decade Team.